# Сеньория Юстинген

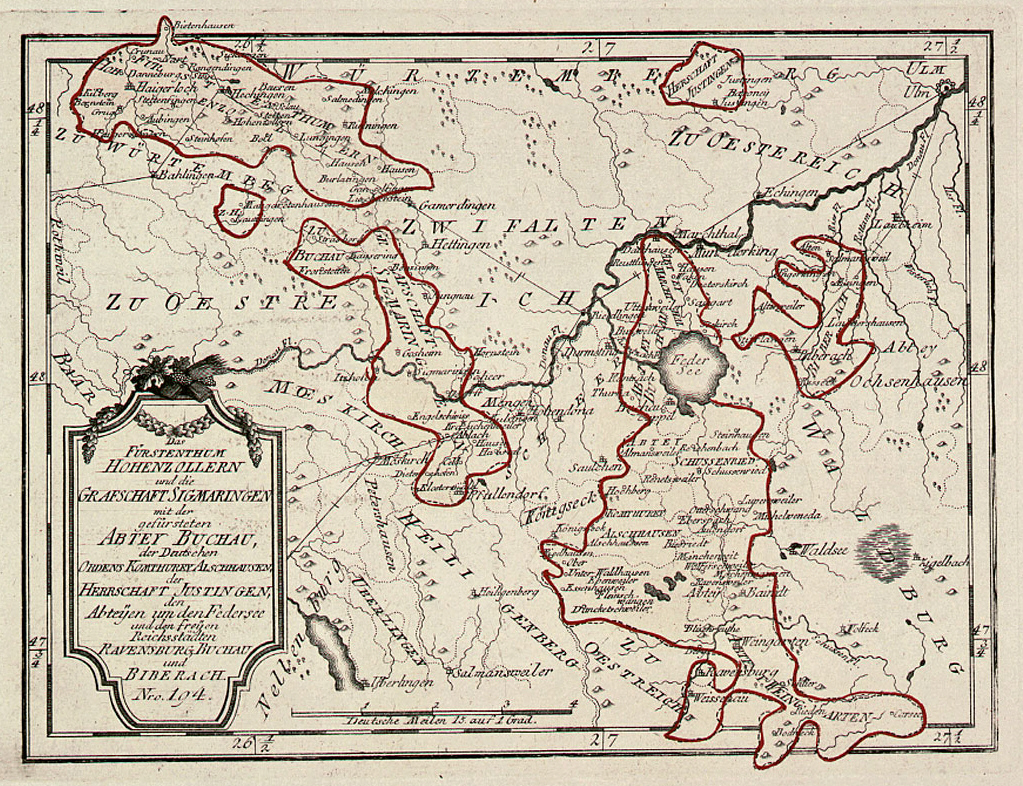
Карта сеньории Юстинген (1792/1793).

Сеньория Юстинген (нем. Herrschaft Justingen) — существовавшая с XI в. сеньория в Швабии в составе Священной Римской империи со столицей в одноимённой деревне.

## История

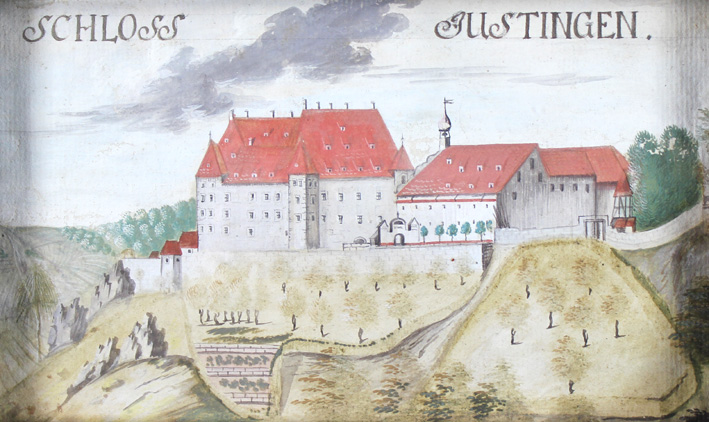
Замок Юстинген (рсиунок XVIII в.).

В средние века в деревне Юстинген, впервые упомянутой в документе в 1090 г., в замке Юстинген проживала местная знать, которая была связана с сеньорами Штойслинген, Гундельфинген и Вильденштейн.
После того, как сеньоры Юстингена вымерли, состоявшая из поместья и четырёх деревень (Юстинген, Гундерсхофен, Хюттен, Ингштеттен) сеньория перешла к сеньорам Штёффельн, а в 1530 г. — к фрайгеррам Фрейберг (в 1754 г. были включены в состав швабской имперской коллегии графов).
Большое долговое бремя заставило семью Фрейбергов продать сеньорию, деревню и замок Юстинген герцогу Вюртемберга Карлу Евгению, что дало тому дополнительные права голоса в Швабском округе и коллегии швабских графов в Рейхстаге.
К концу XVIII в. сеньория занимала площадь около 24 км² и имела около 1,6 тыс. жителей, относясь к Швабскому имперскому округу.